# Henderson (Minnesota)
Pour les articles homonymes, voir Henderson.
Henderson est une ville américaine située dans le Comté de Sibley, dans le Minnesota. Selon le recensement de 2010, sa population est de 886 habitants.